# Calvert (Texas)
Calvert ist eine Stadt im Robertson County im US-Bundesstaat Texas in den Vereinigten Staaten. Das U.S. Census Bureau hat bei der Volkszählung 2020 eine Einwohnerzahl von 962 ermittelt.

## Geographie
Die Stadt liegt im mittleren Osten von Texas, im texanischen Goldenen Dreieck zwischen Dallas, Houston und Austin, 150 Kilometer östlich von Austin, 100 Kilometer südöstlich von Waco und hat eine Gesamtfläche von 10,1 km².

## Geschichte
Calvert wurde 1868 gegründet und benannt nach Robert Calvert, einem Plantagenbesitzer und Initiator des Eisenbahnbaus durch das County. Bis 1879 war die Stadt auch Sitz der Countyverwaltung (County Seat). Das sich heute in privater Hand befindliche ehemalige Bezirksgerichtsgebäude aus rotem Backstein wurde 1876 erbaut.
1873 starben viele der Einwohner an Gelbfieber, 1899 wurde die Stadt bei einem Hochwasser überschwemmt und größtenteils zerstört und zwei Jahre später zerstörte ein Großfeuer das Geschäftsviertel, woraufhin die Einwohnerzahl von 3322 im Jahr 1900 auf 2099 bis 1920 sank.

## Demographische Daten
Nach der Volkszählung im Jahr 2000 lebten hier 1.426 Menschen in 574 Haushalten und 374 Familien. Die Bevölkerungsdichte betrug 141,5 Einwohner pro km2. Ethnisch betrachtet setzte sich die Bevölkerung zusammen aus 36,89 % weißer Bevölkerung, 52,38 % Afroamerikanern, 0,42 % amerikanischen Ureinwohnern, 0,07 % Asiaten, 0,00 % Bewohnern aus dem pazifischen Inselraum und 8,77 % aus anderen ethnischen Gruppen. Etwa 1,47 % waren gemischter Abstammung und 14,87 % der Bevölkerung waren spanischer oder lateinamerikanischer Abstammung.
Von den 574 Haushalten hatten 27,4 % Kinder unter 18 Jahre, die im Haushalt lebten. 34,7 % davon waren verheiratete, zusammenlebende Paare. 25,4 % waren allein erziehende Mütter und 34,7 % waren keine Familien. 32,4 % aller Haushalte waren Singlehaushalte und in 16,6 % lebten Menschen, die 65 Jahre oder älter waren. Die Durchschnittshaushaltsgröße betrug 2,44 und die durchschnittliche Größe einer Familie belief sich auf 3,07 Personen.
29,7 % der Bevölkerung waren unter 18 Jahre alt, 7,1 % von 18 bis 24, 21,9 % von 25 bis 44, 22,1 % von 45 bis 64, und 19,1 % die 65 Jahre oder älter waren. Das Durchschnittsalter war 38 Jahre. Auf 100 weibliche Personen aller Altersgruppen kamen 85,2 männliche Personen. Auf 100 Frauen im Alter von 18 Jahren und darüber kamen 78,0 Männer.

Das jährliche Durchschnittseinkommen eines Haushalts betrug 18.105 USD, das Durchschnittseinkommen einer Familie 23.214 USD. Männer hatten ein Durchschnittseinkommen von 24.722 USD gegenüber den Frauen mit 17.885 USD. Das Prokopfeinkommen betrug 13.165 USD. 36,9 % der Bevölkerung und 30,3 % der Familien lebten unterhalb der Armutsgrenze. Davon waren 53,4 % Kinder und Jugendliche unter 18 Jahren und 32,6 % waren 65 oder älter.